# Drnava
Drnava es un municipio del distrito de Rožňava en la región de Košice, Eslovaquia, con una población estimada a final del año 2024 de 689 habitantes.
Se encuentra ubicado al oeste de la región, cerca de la frontera con la región de Banská Bystrica y Hungría.

## Demografía
| Año        | 1994 | 2004    | 2014    | 2024    |
| ---------- | ---- | ------- | ------- | ------- |
| Población  | 658  | 672     | 696     | 689     |
| Diferencia |      | +2,12 % | +3,57 % | −1,00 % |

| Año        | 2023 | 2024    |
| ---------- | ---- | ------- |
| Población  | 684  | 689     |
| Diferencia |      | +0,73 % |